# Урдорф
Урдорф (нем. Urdorf) — коммуна в Швейцарии, в кантоне Цюрих.
Входит в состав округа Дитикон. Население составляет 9102 человека (на 31 декабря 2007 года). Официальный код — 0250.